# Elecciones para gobernador de Alaska de 2010
La elección para gobernador de Alaska de 2010 se realizó el 2 de noviembre de 2010 para escoger al Gobernador de Alaska, en la que el Republicano Sean Parnell ganó las elecciones. Las elecciones primarias se celebraron el 24 de agosto de 2010.

## Resultados
| Título  | Título                  | Título          | Título  | Título     |
| Partido | Partido                 | Candidato       | Votos   | Porcentaje |
| ------- | ----------------------- | --------------- | ------- | ---------- |
|         | Republicano             | Sean Parnell    | 119,288 | 59,06 %    |
|         | Demócrata               | Ethan Berkowitz | 77,506  | 37,67 %    |
|         | Independencia de Alaska | Don Wright      | 3,766   | 1,86 %     |
|         | Partido Libertariao     | Billy Toien     | 2,051   | 1,05 %     |
| Total   | Total                   | Total           | 202,611 | 100%       |